# فرنسيس إس. لورينز
فرنسيس إس. لورينز (بالإنجليزية: Francis S. Lorenz)‏ هو قاضي أمريكي، ولد في 4 سبتمبر 1919 في شيكاغو في الولايات المتحدة، وتوفي في 26 يونيو 2008 في بارينغتون في الولايات المتحدة.